# Usine de Pali-Kao
L'Usine de Pali-Kao a été un lieu de la création artistique alternative parisien du début des années 1980. Le lieu se situait dans le 20e arrondissement de Paris, rue de Pali-Kao, dans le  quartier de Belleville.

## Historique
L'Usine de Pali-Kao est fondée en 1981 par quatre artistes plasticiens : Bruno Rousselot, Christine Caquot, Thierry Cheverney, et Christophe Cuzin.
Le lieu est une ancienne usine, une papeterie, au 22 rue de Pali-Kao, dans le  quartier de Belleville. Le 20e arrondissement a abrité longtemps des activités  industrielles, et avait encore 40 % de sa population constituée d’ouvriers dans les années 1950 et années 1960. Il s’est désindustrialisé durant les trois dernières décennies du 20e siècle, ces activités partant en banlieue, laissant des friches industrielles et libérant de l’espace. Le  jardin de la Rue-Pali-Kao, à l’extrémité nord de la rue, est ainsi créé en 1989,. 
Le lieu n'a pas été un squat, même si à l’époque plusieurs friches industrielles autres ont été squattées et transformées en ateliers d’artistes. L’activité s’est inscrite ici dans le cadre d’un bail précaire de trois ans non renouvelable, qui permettait aux propriétaires de rentabiliser le lieu dans l’attente du projet de rénovation du quartier.
Par la suite, d'autres artistes se sont joints au projet. Les objectifs esthétiques mis en œuvre dans le cadre d'une nouvelle association ont mis l’accent sur le spectacle vivant. Ainsi, beaucoup de musiciens de rock ont joué dans ce lieu, durant la première moitié des années 1980, notamment Rita Mitsouko en 1982, adoptant pour l’occasion un look arte povera (anoraks fluos et sacs Félix Potin) qui a aussi marqué les esprits, Lucrate Milk ou les Bérurier Noir en 1983.
L'Usine Pali-Kao a également été un lieu d'exposition et de performance. Le lieu et le projet Pali-Kao n’ont pas survécu au plan de restructuration et de rénovation du quartier. Une école maternelle a été construite sur l'emplacement.

## Traces de ce lieu et de ce projet artistique
Un documentaire de 45 minutes, intitulé L’Usine Pali-Kao et réalisé par René Licata, a été diffusé en 2002.
Par ailleurs, un des albums des Bérurier Noir, La Bataille de Pali-Kao, dont le nom évoque  ce lieu, rassemble vingt chansons enregistrées lors des premiers concerts donnés par le groupe entre 1983 et 1984 : parmi ces vingt chansons, les titres 1 à 8 ont été enregistrés le 19 février 1983 à l’Usine Pali-Kao et les titres 13 à 17 le 8 octobre 1983 au même endroit.